# Iko Uwais

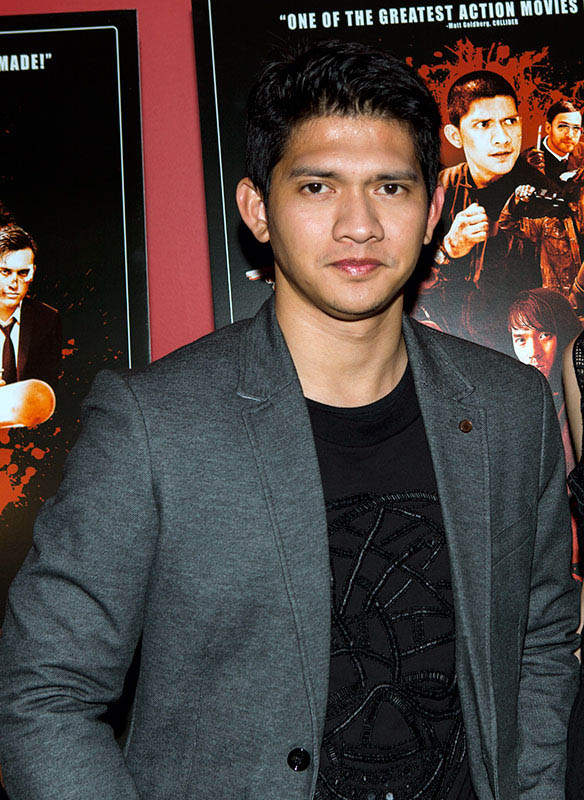
Iko Uwais (2014)

Iko Uwais (geb. Uwais Qorny, * 12. Februar 1983 in Jakarta) ist ein indonesischer Schauspieler, Stuntman und Martial-Arts-Darsteller. Bekannt wurde er mit seinen Hauptrollen in den Actionfilmen Merantau (2009), The Raid (2011) und Mile 22 (2018).

## Leben
Iko Uwais wurde am 12. Februar 1983 in Jakarta, Indonesien als Uwais Qorny (Spitzname: Iko) geboren und gehört der Ethnie der Betawi an. Im Alter von 10 Jahren begann er, die indonesische Kampfkunst Pencak Silat zu erlernen.

## Karriere
Iko wurde 2007 vom walisischen Regisseur Gareth Evans entdeckt und erhielt seine erste Hauptrolle in dessen Film Merantau. Seitdem verbindet die beiden eine langjährige Kooperation, so inszenierte Evans ihn auch in The Raid und The Raid 2. 2013 war Uwais in Keanu Reeves Regiedebüt Man of Tai Chi zu sehen. 2015 spielte er die Rolle des Razoo Quin-Fee in Star Wars: Das Erwachen der Macht. Timo Tjahjanto inszenierte ihn im Netflix-Film The Night Comes for Us. Mile 22 führte ihn an die Seite von Mark Wahlberg. 2019 übernahm er die Hauptrolle des Kai Jin in der Netflix-Eigenproduktion Wu Assassins.

## Filmografie
- 2009: Merantau
- 2011: The Raid (Serbuan maut)
- 2013: Man of Tai Chi
- 2014: The Raid 2 (The Raid 2: Berandal)
- 2015: Star Wars: Das Erwachen der Macht (Star Wars: The Force Awakens)
- 2016: Headshot
- 2017: Beyond Skyline
- 2018: Mile 22
- 2018: The Night Comes for Us
- 2019: Stuber – 5 Sterne Undercover (Stuber)
- 2019: Triple Threat
- 2019: Wu Assassins (Fernsehserie, 10 Episoden)
- 2021: Snake Eyes: G.I. Joe Origins
- 2022: Fistful of Vengeance
- 2023: The Expendables 4 (Expend4bles)
- 2025: Ash